# Jack Shaindlin
Jack Shaindlin (Karasubazar, 14 aprile 1909 – New York, 22 settembre 1978) è stato un musicista, compositore e direttore d'orchestra russo naturalizzato statunitense.